# Basqlābiǧ
Basqlābiǧ (slawisch möglicherweise Vaclavić; um 929) war der erste bekannte Fürst des slawischen Stamms der Heveller.
Er wurde vom arabischen Gelehrten al-Masʿūdī erwähnt.

## Name
Der Name ist nur in der arabischen Schreibweise überliefert. Möglich wäre eine slawische Originalform Vaclavić oder ähnlich.
Andere Transkriptionen der arabischen Schreibform sind Basqlabić oder  Baçlabić.

## Historischer Kontext
Al Masʿūdī erwähnte Basqlābiǧ als Fürsten der Stodoranen (Uṣṭutrāna) neben Vaničslaf (Wenzel von Böhmen) und Girana der Namdschin (Heinrich I. der Deutschen?), also für die Zeit zwischen 921 und 929. Er könnte somit während der deutschen Eroberung der Brandenburg im Winter 928/29 dort Fürst gewesen sein.
Andere zeitgenössische Autoren wie Widukind von Corvey nennen seinen Namen nicht. Sein weiteres Schicksal ist unklar.

## Familie
Basqlābiǧ könnte der Bruder (oder Vater?) von Drahomira gewesen sein, der stodoranischen Fürstentochter, die den böhmischen Herzog Vratislav I. heiratete und Mutter von König Wenzel war. Tugumir war möglicherweise ein Sohn von ihm, er wurde als Sohn des Hevellerfürsten bezeichnet.